# Foudre (1895)
Foudre – okręt wojenny Marine nationale z końca XIX wieku, pierwszy na świecie tender torpedowców, następnie pierwszy w świecie tender wodnosamolotów, uznawany za pierwszy lotniskowiec.

## Historia
Okręt powstał na fali fascynacji możliwościami torpedowców, które uważano za okręty stwarzające realne zagrożenie dla tworzących wówczas rdzeń flot pancerników. Torpedowce promowała zwłaszcza francuska tzw. Młoda Szkoła. „Foudre” stanowił w chwili swojej budowy jeden z nielicznych na świecie transportowców torpedowców – okrętów-baz służących zarazem do ich przenoszenia na pokładzie, w celu eliminacji wad torpedowców, jak mały zasięg i dzielność morska. 

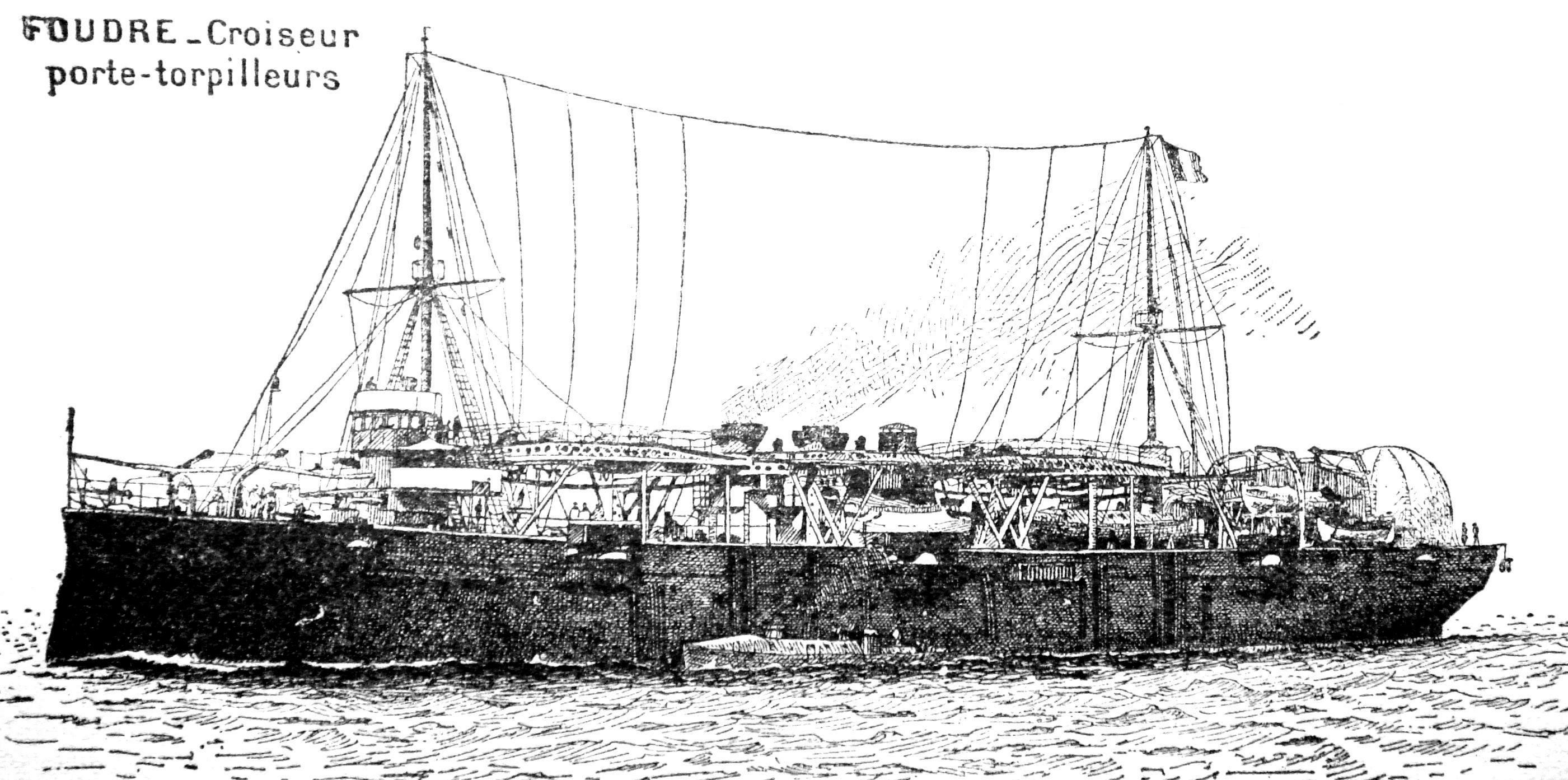
„Foudre” jako transportowiec torpedowców

Z konstrukcyjnego punktu widzenia, okręt stanowił krążownik pancernopokładowy i miał stosunkowo silne uzbrojenie artyleryjskie w postaci 8 dział kalibru 100 mm (po jednym na pokładzie na dziobie i rufie i po trzy w nieopancerzonych kazamatach na burtach). Uzupełniały je 4 działa 65 mm na pokładzie i 4 lekkie działka 37 mm. Główną broń okrętu stanowiło 8 (maksymalnie 10) 16-tonowych torpedowców 60-stopowej długości, oznaczonych literami od A do I, uzbrojonych w jedną wyrzutnię torpedową. Osiem zbudowanych było przez Creusot w Chalons-sur-Saone, a jeden (C) przez brytyjski Yarrow. Przenoszone były na pokładzie górnym: cztery obok siebie za mostkiem, a przed grupą trzech kominów, znajdującą się na śródokręciu i druga czwórka za grupą kominów. Do ich spuszczania na wodę służyły specjalne suwnice, wystające poza burty okrętu. Mniejsze suwnice, po obu stronach kominów, służyły do spuszczania na wodę łodzi. Okręt klasyfikowany był jako croiseur porte-torpilleurs („krążownik nosiciel torpedowców”).
„Foudre” nie służył długo w zakładanej roli, a koncepcja transportowców torpedowców nie zyskała szerokiego uznania. W 1907 przekształcono go w okręt warsztatowy, a w 1910 w stawiacz min, przenoszący ich 80.
W 1911 lub 1912 okręt przekształcono w okręt-bazę lotnictwa morskiego, z hangarem za grupą kominów i dźwigiem do stawiania wodnosamolotów na wodzie. Mostek w tym okresie przeniesiono mu na śródokręcie, przed grupę kominów. Wreszcie, w 1913 „Foudre” przebudowano na pełnowartościowy tender wodnosamolotów, przenoszący ich 4 do 8.  W tej roli służył podczas I wojny światowej na Morzu Śródziemnym. W tym czasie, w latach 1914-1918 służył także jako okręt-baza okrętów podwodnych, a między 10 stycznia a 21 marca 1916 jako okręt dowodzenia. W 1918 część dział 100 mm została zastąpiona przez przeciwlotnicze 90 mm. Po wojnie służył jako okręt szkolny lotnictwa morskiego, do wycofania 1 grudnia 1921.
Między 4 a 22 września 1915 roku wziął udział w ewakuacji 4092 Ormian broniących się przed ludobójstwem ze strony Turków, transportując samemu 1042 osoby. 

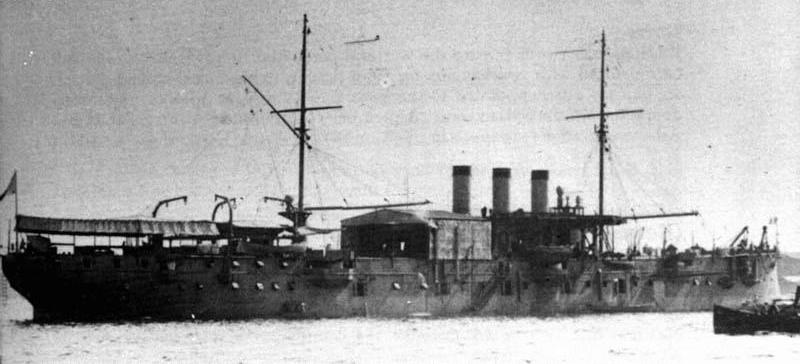
„Foudre” jako transportowiec wodnosamolotów
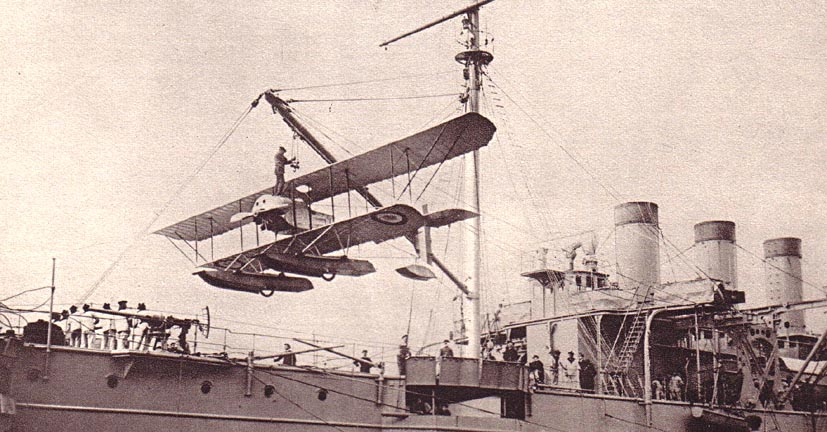
Wodnopłatowiec Caudron wciągany na „Foudre” w 1914